# Adelpherupa
Adelpherupa é um gênero de mariposa pertencente à família Crambidae.